# Federico León
Federico Matías León (Resistencia, 30 ottobre 1984) è un ex calciatore argentino, di ruolo difensore.

## Palmarès

### Club
- Primera B Metropolitana: 1

Almirante Brown: 2009-2010